# 蒙古國家足球隊
蒙古國家足球隊是蒙古的官方足球代表隊。成立於1959年，不過於1960年至1998年沒有參與任何比賽，直到2000年才首次參加世界杯外圍賽。2021年3月30日，蒙古以0-14慘敗於日本手中，徹底無緣2022年世界盃。但在最后一轮小组赛当中，蒙古1-0爆冷战胜了吉尔吉斯斯坦，这是蒙古第一次战胜中亚球队，也是第一次战胜一支国际足联排名在前100以内的国家队。

## 世界盃成績
- 1962年 - 沒有參賽
- 1966年 - 沒有參賽
- 1970年 - 沒有參賽
- 1974年 - 沒有參賽
- 1978年 - 沒有參賽
- 1982年 - 沒有參賽
- 1986年 - 沒有參賽
- 1990年 - 沒有參賽
- 1994年 - 沒有參賽
- 1998年 - 沒有參賽
- 2002年 - 外圍賽出局
- 2006年 - 外圍賽出局
- 2010年 - 外圍賽出局
- 2014年 - 外圍賽出局
- 2018年 - 外圍賽出局
- 2022年 - 外围赛出局

## 亞洲盃成績
- 1960年 - 沒有參賽
- 1964年 - 沒有參賽
- 1968年 - 沒有參賽
- 1972年 - 沒有參賽
- 1976年 - 沒有參賽
- 1980年 - 沒有參賽
- 1984年 - 沒有參賽
- 1988年 - 沒有參賽
- 1992年 - 沒有參賽
- 1996年 - 沒有參賽
- 2000年 - 外圍賽出局
- 2004年 - 外圍賽出局
- 2007年 - 沒有參賽
- 2011年 - 外圍賽出局
- 2015年 - 外圍賽出局
- 2019年 - 外圍賽出局
- 2023年 - 外圍賽出局

## 亞洲足協挑戰盃成績
- 2006年 - 沒有參賽
- 2008年 - 沒有參賽
- 2010年 - 外圍賽出局
- 2012年 - 外圍賽出局
- 2014年 - 外圍賽出局

## 東亞足球錦標賽成績
- 2003年 - 預賽第4
- 2005年 - 預賽第4
- 2008年 - 預賽第5
- 2010年 - 預賽第2
- 2013年 - 被禁止
- 2015年 - 預賽第3
- 2019年 - 第一圈預賽第1晉級第二圈
- 2025年－外圍賽出局